# Predrag Rajić
Predrag Rajić (in serbo Предраг Рајић?; Našice, 31 luglio 1973) è un allenatore di calcio a 5 ed ex giocatore di calcio a 5 serbo.

## Carriera
Nonostante l'applicazione tardiva alla disciplina, Rajić è considerato uno dei più talentuosi calcettisti serbi. Con la Nazionale di calcio a 5 della Serbia ha partecipato al campionato europeo 2007, del quale è stato capocannoniere – alla pari di Cirilo e Daniel – con 5 reti. Si è ritirato dalla nazionale nel giugno del 2009. È stato inoltre capocannoniere della Coppa UEFA 2005-06, disputata con la maglia del Marbo Belgrado.

## Palmarès
- Campionato serbo-montenegrino: 3
Marbo Belgrado: 2003-04, 2004-05, 2005-06
- Campionato serbo: 4
Marbo Belgrado: 2006-07
Ekonomac: 2009-10, 2010-11, 2011-12